# Sonderhofen
Sonderhofen é um município da Alemanha, situado no distrito de Würzburgo, no estado da Baviera. Tem 18,80 km² de área, e sua população em 2019 foi estimada em 832 habitantes.